# Schokkoeling
Met Schokkoeling (Eng. Shock cooling) wordt bedoeld de theorie dat er schade aan vliegtuigmotoren (vooral luchtgekoelde zuigermotoren) zou kunnen ontstaan door een snelle daling van de temperatuur.
Snelle afkoeling van de motoren ontstaat vooral bij een daling van grotere vlieghoogte. Er wordt gas teruggenomen om minder vermogen te genereren, hierdoor produceren de motoren zelf minder warmte. Tegelijkertijd neemt met de daling de luchtsnelheid toe en daardoor de luchtkoeling. Omdat metaal onder invloed van temperatuur uitzet of krimpt zou dit invloed hebben op het inwendige van de motoren.
Meestal gaat hier dan om vastzittende kleppen. Ook scheuren in de cilinderkop zouden voorkomen.
Gewoonlijk wordt in vliegtuigen de temperatuur van de cilinderkop door één of meerdere sensoren continu gemeten en aangegeven via een meter of een grafisch display.
Om deze temperatuurdaling te voorkomen tijdens de daling gebruikt men wel spoilers en straalomkering om te dalen zodat er wel voldoende warmte gegenereerd wordt door de motoren. De motoren worden op toeren gehouden.
Kas Thomas, een expert op het gebied van luchtvaarttechniek, geeft aan dat ‘schokkoeling geen wezenlijke bijdrage levert aan scheuren in de cilinderkop’.
Er is veel discussie over dit onderwerp: sommigen beschouwen het als een broodjeaapverhaal.
Hiervoor kan gezegd worden dat er bij simulaties bij vliegtuigen met twee motoren geoefend wordt met uitval van een van de motoren en er bij ideale omstandigheden voor schokkoeling geen noemenswaardige motorslijtage of -schade is te merken. Anderen geven aan dat er schade kan ontstaan bij het snel wisselen van de hoeveelheid toegevoerde brandstof, vooral als deze sterk is afgekoeld door een vlucht op hoogte en deze als rijk mengsel (zoals gebruikelijk bij een daling) in de hete cilinder wordt gespoten. Blijkbaar is wel aangetoond dat dit enige toename in slijtage zou kunnen veroorzaken hoewel niet volgens het scenario van “schokkoeling” zoals geschetst; dit berust zeer waarschijnlijk op een mythe.
De term 'schokkoeling' wordt ook wel gebruikt in de levensmiddelensector waarbij men producten zeer snel afkoelt te conservering.